# Pan Tadeusz
Pan Tadeusz vagy az utolsó birtokfoglalás Litvániában. Nemesi történet 1811-12-ből tizenkét verses könyvben. (lengyelül: Pan Tadeusz, czyli Ostatni Zajazd na Litwie. Historia Szlachecka z roku 1811 i 1812 mi dwunastu księgach wierszem.). Adam Mickiewicz emigráns lengyel költő 1832 és 1834 között írt eposza. Párizsban, 1834 júniusában jelent meg először. Vélemények szerint ez az utolsó nagy eposz az európai irodalomban.
Tizenkét könyvből áll, lengyel alexandrin versformában íródott. A történet 1811-ben és 1812-ben játszódik, összesen hét nap eseményeit tartalmazza.
A Pan Tadeusz hivatalosan elismert nemzeti eposz Lengyelországban, kötelező olvasmány az iskolákban. 1999-ben az Oscar-díjas Andrzej Wajda rendező filmadaptációt készített a műből.

## Témája

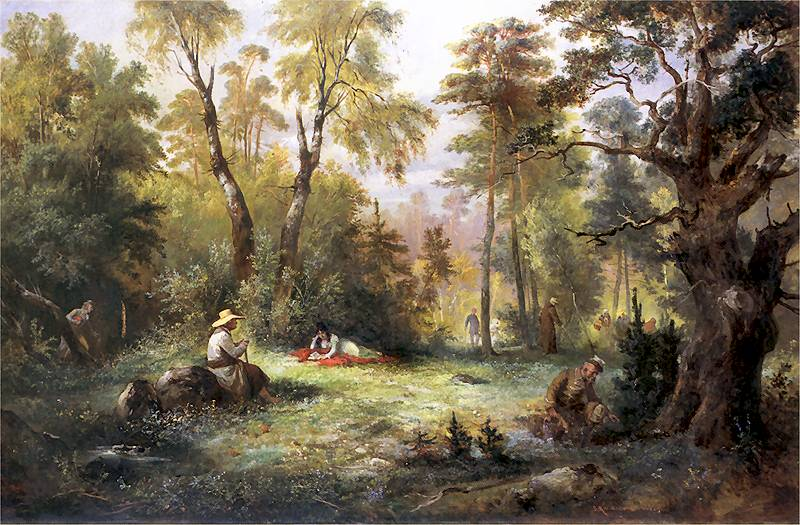
Franciszek Kostrzewski: Gombaszedés. Illusztráció a Pan Tadeuszhoz (1860 körül)

A 16. századtól a lengyel és a litván nép különféle közös államalakulatokban élt. Mickiewicz litván földön született. A mű történelmi hátterét a megszűnő lengyel-litván állam jelenti, amelyet a 18. század utolsó harmadában a szomszédos Orosz Birodalom, a Porosz Királyság és a Habsburg Birodalom fokozatosan bekebelezett, népességét és területét felosztva egymás között.
A lengyel-litván társadalom az 1760-as évektől kezdve alkotmányos és szociális intézmények sorának a bevezetésével igyekezett ellenállni a külső erőknek. A reformok csúcspontja a nagy szejm működése volt az 1790-es évek legelején, ami Európa első írott, kodifikált alkotmányának, a Május 3-i Alkotmánynak a megalkotásával világtörténelmi eredményt ért el. Később fegyveres ellenállás is kibontakozott a megszálló külső hatalmak ellen, ezek egyik hőse Tadeusz Kościuszko volt. A 19. század elején a litvánok és a lengyelek Napóleontól várták a segítséget függetlenségük visszaszerzéséhez, majd 1830-ban a tragikus végű novemberi felkelésre került sor. Az emigrációban élő Mickiewiczet ez utóbbi inspirálta, hogy megírja a régi, szép idők idillikus, gazdag mindennapjait.

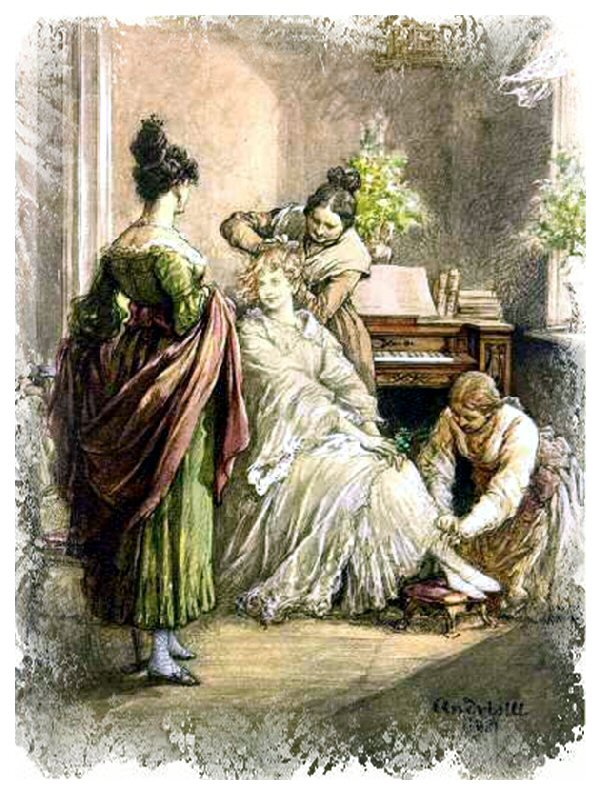
Michał Elwiro Andriolli: Illusztráció a Pan Tadeuszhoz (1881 körül)

A mű a napóleoni időkben Soplicowo faluban játszódik, ami az oroszok által megszállt litván területen fekszik. A lengyel nemesi társadalom 19. sz-i életét mutatja be festőien gazdag leírásokkal két egymással ellenségeskedő nemesi család, a Soplicák és az őket gyilkossággal vádoló Horeszkók, illetve két szerelmes, Tadeusz és Zosia történetén keresztül.
Érdekesség, hogy a mű lengyel nemzeti eposzként az „Ó, Litvánia” szavakkal kezdődik. Ennek oka, hogy a nacionalizmus térnyerése előtt a Mickiewicz által használt „Litvánia” kifejezés inkább a földrajzi területet, s nem a későbbi országot és politikai régiót jelentette. A litvánok és a fehéroroszok is saját költőjüknek tekintik Mickiewiczet.

## Magyar fordítások
- Magyar nyelvre először Kovács-Karap Ernő lengyelből, Sziklay János pedig németből fordította le 1938-ban, de ezek a munkák kéziratban maradtak. A fordítások elkészítését a Magyar Mickiewicz Társaság szorgalmazta. Hivatalos indokolás szerint Sziklay fordítása nem volt megfelelő, bár ezért a munkájáért utcát neveztek el róla szülővárosában, Veszprémben. Vélhetően a második világháború kitörését megelőző politikai helyzet lehetetlenítette el művének kiadását.[1]
  - Pan Tadeusz; ford., jegyz. Sebők Éva, bev. Kovács Endre; Európa, Bp., 1957
  - Pan Tadeus vagy Az utolsó birtokfoglalás Litvániában. Nemesi történet 1811-12-ből tizenkét verses könyvben; nyersford. Varsányi István, ford., utószó Rónay György, jegyz. Kovács István; Európa, Bp., 1977; ISBN 96-3071-296-2

## Fordítás
- Ez a szócikk részben vagy egészben a Pan Tadeusz című angol Wikipédia-szócikk ezen változatának fordításán alapul.  Az eredeti cikk szerkesztőit annak laptörténete sorolja fel. Ez a jelzés csupán a megfogalmazás eredetét és a szerzői jogokat jelzi, nem szolgál a cikkben szereplő információk forrásmegjelöléseként.
- Ez a szócikk részben vagy egészben a Pan Tadeusz című lengyel Wikipédia-szócikk ezen változatának fordításán alapul.  Az eredeti cikk szerkesztőit annak laptörténete sorolja fel. Ez a jelzés csupán a megfogalmazás eredetét és a szerzői jogokat jelzi, nem szolgál a cikkben szereplő információk forrásmegjelöléseként.

## Külső kapcsolatok
- Pan Tadeusz port.hu
- Pan Tadeusz moly.hu